# William Bailey (acteur)
Pour les articles homonymes, voir Bailey et William Bailey (homonymie).

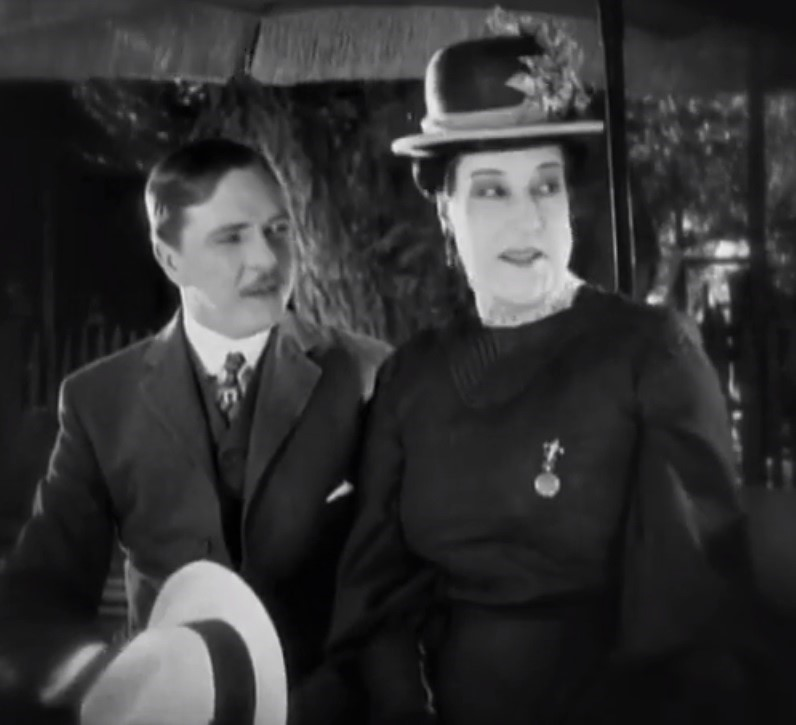
Avec Emily Fitzroy, dans Notre héros (1925)

William Bailey (nom de scène de Gardner Warren Reineck), né le 26 septembre 1886 à Omaha (Nebraska) et mort le 8 novembre 1962 à Los Angeles (quartier d'Hollywood, Californie), est un acteur et réalisateur américain.

## Biographie
Au cinéma, William Bailey contribue comme acteur à trois-cent-soixante-dix films américains (dont de nombreux courts métrages, principalement en début de carrière, et des westerns) dès 1911, donc à partir de la période du muet. Après le passage au parlant, il tient des seconds rôles (souvent non crédités) jusqu'à La Vie à belles dents de Walter Lang (1959, avec Clark Gable et Carroll Baker), année où il se retire. Il meurt trois ans après, en 1962, à 76 ans. 
Parmi ses films notables, mentionnons I'll Say So de Raoul Walsh (1918, avec George Walsh), Notre héros de Frank Borzage (1925, avec Buck Jones et Madge Bellamy), New York-Miami de Frank Capra (1934, avec Clark Gable et Claudette Colbert), Boulevard des passions de Michael Curtiz (1949, avec Joan Crawford et Zachary Scott) et Ultime Sursis de William A. Seiter (1954, avec Dorothy McGuire et Stephen McNally).
S'ajoutent deux courts métrages muets comme réalisateur, Lucile the Waitress (1916) et Signs of Trouble (1917), tous deux avec Paul Panzer.
À la télévision américaine, il apparaît dans sept séries (surtout de western), depuis The Lone Ranger (un épisode, 1949) jusqu'à Texas John Slaughter (un épisode, 1959). Citons également Maverick (deux épisodes, 1958).
Au théâtre enfin, il joue notamment à Broadway (New York) entre 1919 et 1927, dans deux pièces (dont Forbidden de Dorothy Donnelly en 1919-1920, avec Walter Abel), une opérette (Le Chant du désert, sur une musique de Sigmund Romberg, en 1926-1927) et quatre comédies musicales (dont No, No, Nanette, sur une musique de Vincent Youmans, en 1925-1926, avec Josephine Whittell et Charles Winninger).

## Filmographie

### Cinéma
(CM = court métrage)

#### Période du muet
Acteur (sélection)
- 1913 : King Robert of Sicily (CM, réalisateur inconnu) : Angel King
- 1916 : La Princesse Zim-Zim (en) (A Coney Island Princess) de Dell Henderson : Jan Kouver
- 1917 : The Pride of New York de Raoul Walsh : Harold Whitley
- 1918 : The Blind Adventure de Wesley Ruggles : Capitaine Fraser-Freer
- 1918 : I'll Say So de Raoul Walsh : August Myers
- 1924 : L'Épave tragique (en) (The Uninvited Guest) de Ralph Ince : Fred Morgan
- 1924 : Winner Take All de W. S. Van Dyke
- 1924 : The Flaming Forties de Tom Forman : Desparde
- 1925 : Notre héros (Lazybones) de Frank Borzage : Elmer Ballister
- 1925 : Big Pal de John G. Adolfi
- 1925 : The Desert Flower d'Irving Cummings
- 1926 : La Reine des diamants (Queen o'Diamonds) de Chester Withey : LeRoy Phillips
- 1928 : Une bonne blague (en) (The Flyin' Cowboy) de B. Reeves Eason : James Bell
- 1928 : L'Homme le plus laid du monde (The Way of the Strong) de Frank Capra : Tiger Louie

Réalisateur (intégrale)
- 1916 : Lucile the Waitress (CM)
- 1917 : Signs of Trouble (CM)

#### Période du parlant
(acteur uniquement, sélection)
- 1929 : The Aviator de Roy Del Ruth
- 1931 : Mata Hari de George Fitzmaurice : l'assistant de Dubois
- 1931 : Une tragédie américaine (An American Tragedy) de Josef von Sternberg : un journaliste au tribunal
- 1932 : The Midnight Patrol (en) de Christy Cabanne
- 1932 : Fighting for Justice (en) d'Otto Brower
- 1933 : The Lone Avenger (en) d'Alan James
- 1934 : New York-Miami (It Happened One Night) de Frank Capra : Clark
- 1934 : Et demain ? (Little Man, What Now?) de Frank Borzage : un agent d'assurances
- 1934 : L'Ennemi public no 1 (Manhattan Melodrama) de W. S. Van Dyke : Al Barnes
- 1935 : L'Ombre du doute (Shadow of Doubt) de George B. Seitz : Don
- 1935 : Sur le velours (Living on Velvet) de Frank Borzage : Ted Drew
- 1935 : Le Secret magnifique (Magnificent Obsession) de John M. Stahl : un homme sur la jetée

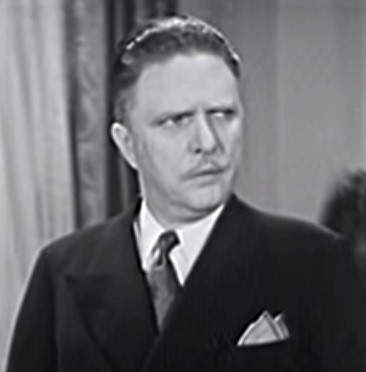
Dans ' (1936)

- 1936 : Sur les ailes de la danse (Swing Time) de George Stevens : un joueur à la roulette
- 1936 : Charlie Chan à l'Opéra (Charlie Chan at the Opera) de H. Bruce Humberstone : un détective
- 1936 : Annie du Klondike (Klondike Annie) de Raoul Walsh : un missionnaire
- 1936 : I'll Name the Murderer (en) de Raymond K. Johnson : Hugo Van Ostrum
- 1937 : Une femme jalouse (Between Two Women) de George B. Seitz : le premier policier
- 1937 : Londres la nuit (London by Night) de Wilhelm Thiele
- 1938 : Le Retour d'Arsène Lupin (Arsène Lupin Returns) de George Fitzmaurice : un détective
- 1938 : Life in Sometown, U.S.A. de Buster Keaton (CM) : le mari au tribunal
- 1939 : Miracles à vendre (Miracles for Sale) de Tod Browning : un spectateur au théâtre
- 1940 : Camarade X (Comrade X) de King Vidor : un journaliste
- 1940 : British Intelligence Service de Terry O. Morse : un agent du service
- 1940 : L'Étrange Cas du docteur Kildare (Dr. Kildare's Strange Case) de Harold S. Bucquet : un spectateur à l'opéra
- 1941 : La Femme aux deux visages (Two-Faced Women) de George Cukor : un patron de nightclub
- 1944 : Madame Parkington (Mrs. Parkington) de Tay Garnett : un musicien au bal
- 1945 : Ziegfeld Follies, segment Pay the Two Dollars de George Sidney : un passager du métro
- 1947 : L'Œuf et moi (The Egg and I) de Chester Erskine : un docteur
- 1947 : Ma femme est un grand homme (The Farmer's Daughter) de H. C. Potter : un père
- 1947 : Les Conquérants d'un nouveau monde (Unconquered) de Cecil B. DeMille : un villageois
- 1947 : Othello (A Double Life) de George Cukor : un détective
- 1948 : Bandits de grands chemins (Black Bart) de George Sherman : un villageois
- 1948 : Les Trois Mousquetaires (The Three Musketeers) de George Sidney : un garde
- 1948 : Ma femme et ses enfants (Family Honeymoon) de Claude Binyon : Todd
- 1949 : Boulevard des passions (Flamingo Road) de Michael Curtiz : Leo Mitchell
- 1950 : J'ai trois amours (Please Believe Me) de Norman Taurog : Hank Wadburn
- 1951 : Destination Mars (Flight to Mars) de Lesley Selander : un conseiller
- 1952 : Le démon s'éveille la nuit (Clash by Night) de Fritz Lang : un serveur
- 1954 : Ultime Sursis (Make Haste to Live) de William A. Seiter : Ed Jenkins
- 1957 : Règlements de comptes à O.K. Corral (Gunfight at the O.K. Corral) de John Sturges : un invité à la fête
- 1959 : La Vie à belles dents (But Not For Me) de Walter Lang : un portier

### Télévision
(séries, comme acteur, sélection)

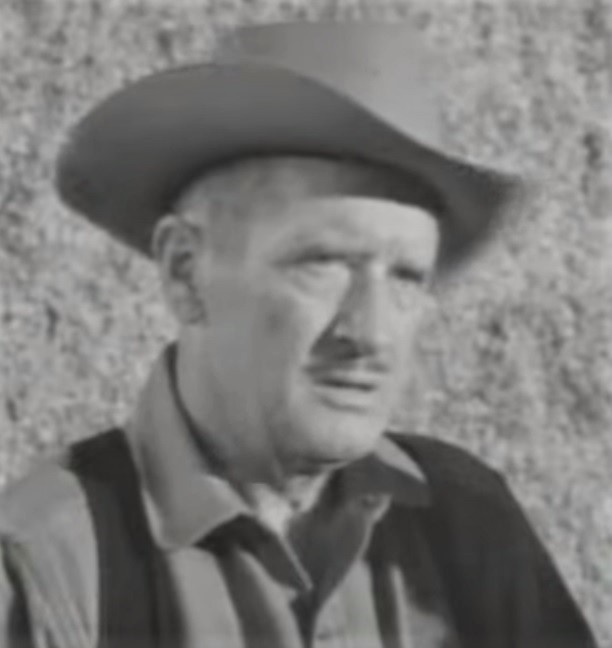
Dans la série ', épisode West of Cheyenne (1953)

- 1949 : The Lone Ranger, saison 1, épisode 3 The Lone Ranger's Triumph : Jim
- 1951-1953 : The Range Rider (en)
  - Saison 1, épisode 23 Indian Sign (1951) de George Archainbaud : l'agent de la réserve indienne
  - Saison 3, épisode 17 West of Cheyenne (1953) de William Berke : John Larson
- 1958 : Maverick, saison 1, épisode 16 Rage for Vengeance (le docteur) de Leslie H. Martinson et épisode 18 Diamond in the Rough (le banquier) de Douglas Heyes
- 1959 : Texas John Slaughter, saison 1, épisode 3 Tueurs dans le Kansas (Killers from Kansas) d'Harry Keller : un client de la banque

## Théâtre à Broadway (intégrale)
(acteur)

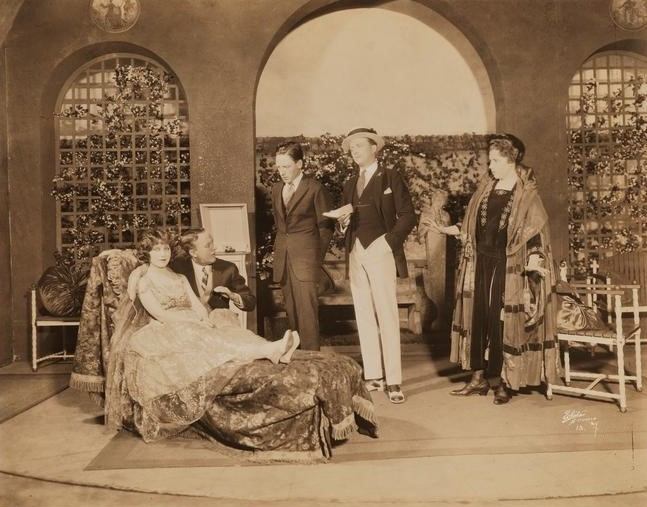
Genevieve Tobin, William Bailey, Harold Waldridge, William Harrigan et inconnue (de g. à d.), dans Polly Preferred (Broadway, 1923)

- 1919-1920 : Forbidden, pièce de Dorothy Donnelly : Comte Robert von Eckdorf
- 1921-1922 : Good Morning Dearie, comédie musicale, musique de Jerome Kern, lyrics et livret d'Anne Caldwell, direction musicale Victor Baravalle : un gentleman
- 1922 : Up in the Clouds, comédie musicale, musique de Tom Johnstone, lyrics et livret de Will B. Johnstone, mise en scène de Lawrence Marston : J. Herbert Blake
- 1923 : Polly Preferred, pièce de Guy Bolton : Pierre Jones
- 1925-1926 : No, No, Nanette, comédie musicale, musique de Vincent Youmans, lyrics d'Irving Caesar et Otto Harbach, livret de Frank Mandel et Otto Harbach : William
- 1926-1927 : Le Chant du désert (The Desert Song), opérette, musique de Sigmund Romberg, lyrics d'Oscar Hammerstein II et Otto Harbach, livret d'Oscar Hammerstein II, Otto Harbach et Frank Mandel : un légionnaire français / un membre du Red Shadow's Band (remplacement)
- 1927 : Talk About Girls, comédie musicale, musique d'Harold Orlob (en) et Stephen Jones, lyrics d'Irving Caesar, livret de William Carey Duncan (en) et Daniel Kusell : un membre de la troupe

## Note et référence
1. ↑  Noms alternatifs (d'après l'IMDb ci-dessus) : Bill Bailey, W. N. Bill Bailey, William N. Bailey, William Norton Bailey ou Wm. Norton Bailey.